# Jimmy Kaparos
Jimmy Adrian Kaparos (* 25. Dezember 2001 in Arnhem, Niederlande) ist ein niederländischer Fußballspieler. Der Mittelfeldspieler steht seit Juli 2024 bei Rot-Weiss Essen unter Vertrag.

## Karriere
Kaparos wurde in der niederländischen Stadt Arnhem geboren. Dort begann er im Alter von vier Jahren auch das Fußballspielen bei der ESCA Arnhem. 2012 wechselte er zum FSV Waiblingen in Deutschland. Dort fiel er Scouts des VfB Stuttgart auf, sodass er 2014 in die Nachwuchsabteilung des Vereins wechselte. Beim VfB durchlief der Niederländer weitere Jugendmannschaften, ehe er  2017 ins Nachwuchsleistungszentrum des FC Schalke 04 wechselte. Hier durchlief er alle weiteren Jugendabteilungen und war sowohl in der U17-Bundesliga als auch in der U19-Bundesliga Stammspieler für die Königsblauen. In der Saison 2020/21 spielte er für die 2. Mannschaft des FC Schalke 04 in der Regionalliga West. Dort gab er am 16. September 2020 sein Debüt beim 1:0-Sieg gegen den FC Wegberg-Beeck. In den folgenden Spielen entwickelte sich Kaparos zum Stammspieler der Mannschaft, der fast immer über 90 Minuten zum Einsatz kam. Aufgrund seiner guten Leistungen durfte er ab Anfang 2021 auch mit der Profimannschaft der Bundesliga unter Trainer Dimitrios Grammozis trainieren. Am 8. Mai 2021 stand er auch erstmals im Kader eines Bundesligaspiels. Bei der 2:4-Niederlage der Schalker gegen die TSG 1899 Hoffenheim wurde er in der 73. Spielminute für Amine Harit eingewechselt und gab somit sein Profidebüt. Schalke stand zu diesem Zeitpunkt schon als Absteiger aus der Bundesliga fest. In der Saison 2021/22 blieb Kaparos wichtiger Bestandteil der zweiten Mannschaft in der Regionalliga West und kam dort auf 29 Einsätze und einem Tor im Spiel gegen den FC Wegberg-Beeck am 4. September 2021, kam jedoch zu keinem weiteren Einsatz in der ersten Mannschaft.
Daraufhin wechselte Kaparos im Sommer 2022 zum PEC Zwolle, der in der Vorsaison aus der Eredivisie in die Eerste Divisie abgestiegen war. Dort gab er am 7. August 2022 beim 2:1-Sieg gegen De Graafschap sein Debüt, bei dem er in der 89. Spielminute für Apostolos Vellios eingewechselt wurde. In der Hinrunde stand Kaparos zwar stets im Spieltagskader seines Vereins, kam jedoch nur auf wenige Kurzeinsätze. Daneben wurde er auch in der U-21 seines Vereins in der U-21-Divisie eingesetzt.
Zur Saison 2023/24 kehrte Kaparos zur zweiten Mannschaft des FC Schalke 04 zurück. Dort etablierte er sich wieder sofort zum Stammspieler. Ende März 2024 stand er unter Karel Geraerts in der 2. Bundesliga im Spieltagskader, wurde allerdings nicht eingesetzt.
Im Sommer 2024 wechselte er zu Rot-Weiss Essen.